# Radio 7 (Ulm)
Radio 7 ist einer von drei regionalen Privatradiosendern in Baden-Württemberg. Das Hörfunkprogramm mit Sitz in Ulm wurde 1988 in Leutkirch im Allgäu gegründet und hat sein offizielles Sendegebiet im südöstlichen Württemberg. Außerdem gibt es ein Büro in Konstanz, das für die Vermarktung in der angrenzenden Schweiz zuständig ist.
In Aalen, Ravensburg und Tuttlingen befinden sich Studios, die heute nur noch Lokalnachrichten und Veranstaltungstipps liefern.
Nach der Media-Analyse 2025 Audio I erreicht Radio 7 im deutschen Teil des Sendegebietes zwischen 6 und 18 Uhr durchschnittlich 128.000 Hörer (Stundennettoreichweite) und eine Tagesreichweite von 474.000 Hörern. Laut Mediapulse Radiopanel 2014 werden in der Schweiz rund 42.200 Hörer täglich erreicht.
Gesellschafter sind die Mediengesellschaft Donau-Iller GmbH & Co. KG (Verlagstochter der Südwest Presse), die Schwäbischer Verlag GmbH & Co. KG und die Schwarzwälder Bote GmbH & Co. KG.

## Programm
Radio 7 spielt ein Adult-Contemporary-Musikformat (AC). In der Morningshow gibt es stündlich nach den Hauptnachrichten Regionalnachrichten aus Ulm, Aalen, Ravensburg und Tuttlingen. Regelmäßig gibt es bei Radio 7 Aktionen zur Hörerbindung, wie z. B. Gewinnspiele. Die Nacht ab 23 Uhr wird unmoderiert gestaltet.
Radio 7 bringt die meistgehörte Morningshow im Sendegebiet mit viel Service und Unterhaltung. Moderiert wird sie von Linda Borrmann, Dominic („Gebi“) Gebauer und Timo („TachoTimo“) Sterzik.

## Auszeichnungen
2011 wurde die Moderatorin Christina Weiss mit dem Deutschen Radiopreis für das beste Interview ausgezeichnet. Sie führte in der Nachmittagsshow ein Interview mit dem transgeschlechtlichen Leistungssportler Balian Buschbaum.

## MedienpreisSieben
Seit 2012 vergibt Radio 7 während eines Charity-Dinners zugunsten der Aktion Drachenkinder den Medienpreis Sieben. Preisträger im Jahr 2012 waren Pia Douwes, Moses Pelham, Frida Gold, Dergin Tokmak, Silbermond, Unheilig, Sunrise Avenue sowie die Wohltätigkeitsorganisation beschützerinstinkte e. V. von Sonja Zietlow. Preisträger im Jahr 2013 waren Peter Maffay, Lena Meyer-Landrut, Ivy Quainoo, Jenke von Wilmsdorff, die Musical-Produktion Mamma Mia!, DJ BoBo sowie die Aktion Tour for kids.

## Sendegebiet und Frequenzen
| Senderstandort             | MHz   | kW   |
| -------------------------- | ----- | ---- |
| Regionalfenster Aalen      |       |      |
| Aalen                      | 103,7 | 50   |
| Regionalfenster Ulm        |       |      |
| Ulm-Ermingen               | 101,8 | 10   |
| Ulm (Wiblingen)            | 90,0  | 0,32 |
| Regionalfenster Ravensburg |       |      |
| Iberger Kugel (Isny)       | 105,0 | 50   |
| Weingarten bei Ravensburg  | 96,9  | 0,1  |
| Regionalfenster Tuttlingen |       |      |
| Witthoh                    | 102,5 | 40   |
| Villingen-Schwenningen     | 101,2 | 0,1  |

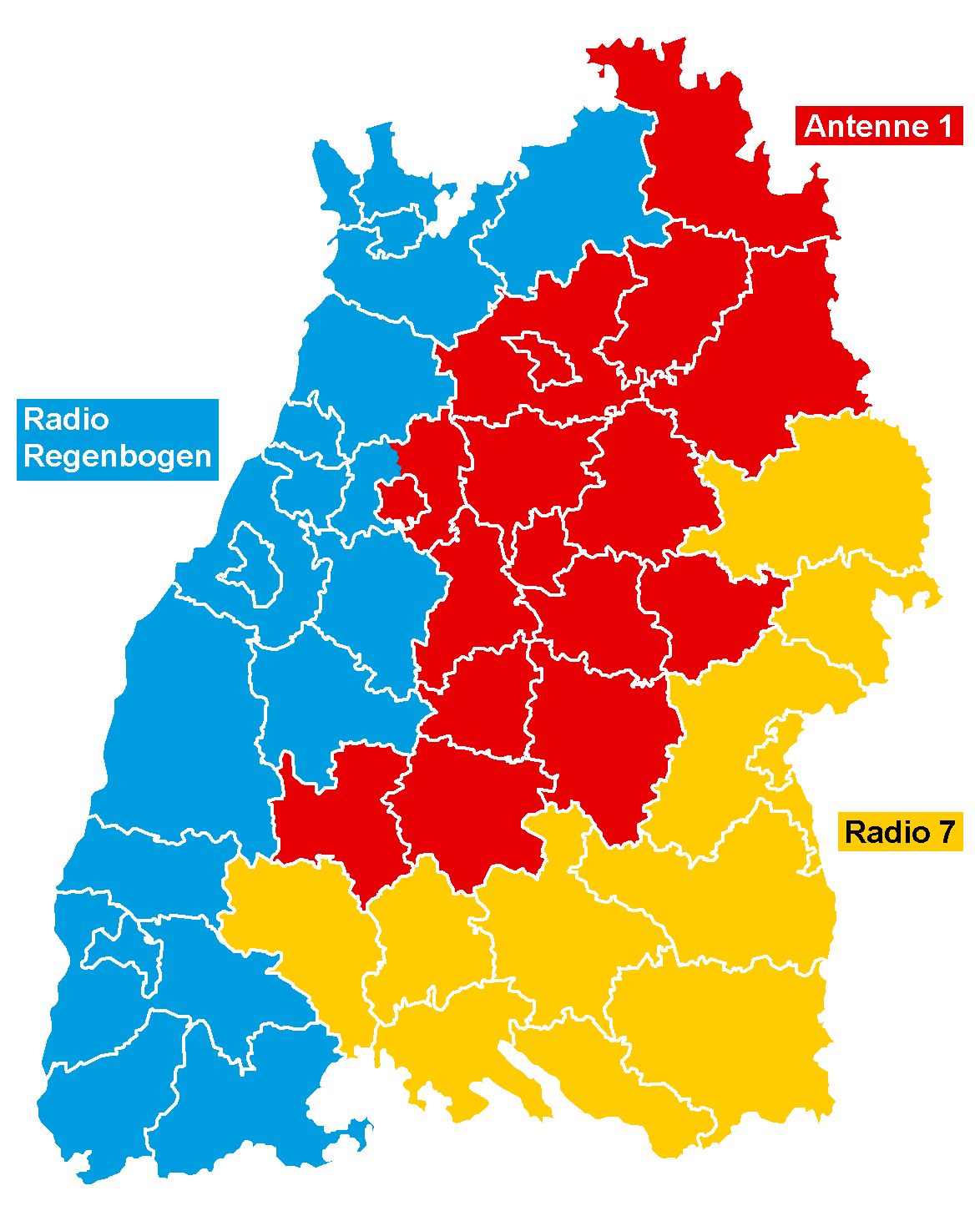
Sendegebiete der drei privaten Bereichssender in Baden-Württemberg

Beide Sender, die das Regionalfenster Tuttlingen übertragen, stehen in unmittelbarer Nähe zur ehemaligen badischen Landesgrenze und ermöglichen damit eine Vermarktung des Programms auch in der angrenzenden Schweiz. Seit dem 1. Dezember 2014 ist Radio 7 in Baden-Württemberg auch über DAB+ auf dem Kanal 11B zu empfangen, der die drei Bereichs-Sender (Radio Regenbogen, Antenne 1, Radio 7, zusammen mit weiteren Programmen) zu einer landesweiten Verbreitung zusammengefasst hat. Seit dem 31. August 2020 ist Radio 7 auch auf dem Kanal 8B (Allgäu Mux) zu empfangen, wodurch sich das Verbreitungsgebiet nochmals über die Landesgrenze hinaus erheblich vergrößert hat.
Von 2012 bis 2014 war Radio 7 an dem landesweiten Eventsender LiveRadio beteiligt. Es wurde zusammen mit den baden-württembergischen Privatsendern Antenne 1 und Radio Regenbogen produziert und zum Jahresende 2014 eingestellt.

## Logos

Logo bis 2009
Logo von 2009 bis 2017
Logo seit 2017